# Věnceslav Juřina
Věnceslav Juřina (3. října 1931, Slezská Ostrava – 15. října 1992, Ostrava) byl český učitel, básník, prozaik a redaktor, pronásledovaný v době tzv. normalizace komunistickým režimem.

## Život
Pocházel z dělnické rodiny. Po maturitě na gymnáziu roku 1950 působil jako učitel na venkovských školách na severní Moravě. Od roku 1959 pracoval v ostravském časopise Červený květ a roku 1967 se stal jeho šéfredaktorem. Když byl časopis roku 1969 zakázán, byl krátce zaměstnán v tiskové agentuře Puls a po jejím zrušení roku 1970 mu bylo znemožněno dále vykonávat jeho redaktorské povolání a také nesměl publikovat. Pracoval proto postupně jako skladník, stavební dělník, montér žaluzií, nebo nosič nábytku. Po roce 1989 se mohl vrátit k redakční práci a roku 1991 odešel do důchodu.

## Dílo
Publikovat začal roku 1955 časopisecky v ostravské Nové svobodě, knižně debutoval roku 1961 sbírkou básní Déšť hledá zeleň, ve které se představil jako lyrik harmonického vztahu k světu. Rolku 1962 spolupracoval s Oldřichem Rafajem na překladu básně Janise Ritsose: Ostrava. Své povídky plné absurdních situací a tajemných událostí, publikoval pouze časopisecky. Pod pseudonymem Petr Oramus a Adolf Pěkelko přispíval do časopisu Tramp.
Ze svých prací z doby, kdy nesměl publikovat, sestavil po roce 1989 několik básnických sbírek, které vypovídají o pocitech člověka ponižovaného vládnoucí mocí. Roku 1991 uspořádal a vydal pro střední školy osm tematických jednotek (Vladimír Holan, Oldřich Mikulášek, Jiří Žáček, Jaroslav Seifert, Jan Trefulka, Jan Skácel, František Halas a Bohumil Hrabal). Jeho novela o lidech z okraje společnosti Zpráva ze státu Halda byla vydána až roku 2009. V rukopise doposud zůstává próza Sběrač tepla.

### Básnické sbírky
- Déšť hledá zeleň (1961).
- Odkud se vzal oheň (1961), básnická skladba, inspirovaná životními osudy levicového politika a průkopníka socialismu Petra Cingra.
- Proud (1963).
- Hon na motýly (1991).
- Sedm havranů (1991).
- Potkal jsem Mozarta (1997), vydáno posmrtně.

### Próza
- Zpráva ze státu Halda (2009), posmrtně vydaná novela zachycující osudy "brenparťáků" (tuláků žijících na okraji společnosti), kteří byli specifickou sociální vrstvou v Ostravě ve 30. letech 20. století, v době vrcholu hospodářské krize.

## Divadelní adaptace
- Tomáš Vůjtek: Brenpartija, divadelní hra na motivy novely Zpráva ze státu Halda